# Saccharum coarctatum
Saccharum coarctatum är en gräsart som först beskrevs av Merritt Lyndon Fernald, och fick sitt nu gällande namn av Robert D. Webster. Saccharum coarctatum ingår i släktet Saccharum och familjen gräs. Inga underarter finns listade i Catalogue of Life.